# Constanza av Sicilien
Constanza av Sicilien var en dogaressa av Venedig, gift med Venedigs doge Pietro Ziani (regerande 1205-1229). 
Hon var dotter till kung Tankred av Sicilien. Hon gifte sig med Pietro Ziani 1213, efter hans första dogaressa Maria Baseggios död. Constanza beskrivs som värdig och vacker och äktenskapet som lyckligt. Det finns flera olika legender om hennes död.